# Séverine Bonal
Séverine Bonal (Montpellier, 13 de febrero de 1972) es una deportista francesa que compitió en tiro con arco, en la modalidad de arco recurvo.
Ganó una medalla de bronce en el Campeonato Mundial de Tiro con Arco en Sala de 1991 y una medalla de bronce en el Campeonato Europeo de Tiro con Arco al Aire Libre de 1994, ambas en la prueba individual.
Participó en dos Juegos Olímpicos de Verano, en los años 1992 y 1996, ocupando el cuarto lugar en Barcelona 1992, en la prueba de equipo.

## Palmarés internacional
| Campeonato Mundial en Sala       | Campeonato Mundial en Sala | Campeonato Mundial en Sala | Campeonato Mundial en Sala |
| Año                              | Lugar                      | Medalla                    | Prueba                     |
| -------------------------------- | -------------------------- | -------------------------- | -------------------------- |
| 1991                             | Oulu (Finlandia)           | Medalla de bronce          | Individual                 |
| Campeonato Europeo al Aire Libre |                            |                            |                            |
| Año                              | Lugar                      | Medalla                    | Prueba                     |
| 1994                             | Nymburk (República Checa)  | Medalla de bronce          | Individual                 |